# صباح (خواننده)
صباح (به عربی: صباح)؛ (زاده ۱۰ نوامبر ۱۹۲۷ – درگذشته ۲۶ نوامبر ۲۰۱۴) از محبوب‌ترین خوانندگان و هنرپیشه‌های جهان عرب و لبنان بود.

## زندگی‌نامه
صباح که نام اصلی‌اش ژانت جرجیس فغالی (به انگلیسی: Jeanette Gergis Al-Feghali) بود در ۱۰ نوامبر ۱۹۲۷ در بدادون در منطقه کوهستانی لبنان به دنیا آمد. خانواده‌ای سختگیر و متعصب داشت و بیشتر برای فرار از فشار پدر بود که به ازدواجی زودهنگام تن داد.
صباح از اوایل دهه ۱۹۴۰ در صحنه آوازخوانی و بازیگری فعال بود. بیش از سه هزار ترانه خواند، بالغ بر ۵۰ آلبوم موسیقی منتشر کرد، در بیش از ۹۰ فیلم سینمایی، حدود ۳۰ نمایش تئاتر و چندین سریال تلویزیونی بازی کرد.
صباح لبنانی بود اما در دهه‌های ۱۹۵۰ و ۱۹۶۰ میلادی در سراسر جهان عرب شهرتی بسزا داشت.
صباح به اندازه ام کلثوم در دنیای عرب مشهور بود، هرچند کمتر به آواز سنتی و موسیقی «مقام» و بیشتر به اجرای تصنیف‌ها و ترانه‌های شاد و عامه‌پسند گرایش داشت.
صباح اولین هنرمند عرب بود که در سالن المپیای پاریس، «کارنگی هال» نیویورک، تئاتر پیکادلی لندن و اپرای بزرگ سیدنی برنامه اجرا کرد.
او کمی بعد وارد عالم موسیقی شد و به آوازخوانی پرداخت. در میانه دهه ۱۹۴۰ در «عصر طلایی» سینمای مصر، به قاهره رفت و به زودی از ستارگان برجسته سینمای مصر یا محصولات مشترک عربی شد.
صباح به ویژه با بازی و آوازخوانی در فیلم‌های موزیکال به شهرتی کم‌نظیر دست یافت. بسیاری از آلبوم‌های او در کشورهای عرب زبان به بالاترین میزان فروش رسیدند. صباح تا حدود پنج سال پیش روی صحنه کاباره یا در شوهای تلویزیونی شرکت می‌کرد و آواز می‌خواند.
از سال ۲۰۰۹ به بیماری‌های گوناگون گرفتار شد. نیمی از بدن او فلج شد و حرکت را برای او دشوار کرد.
تلویزیون لبنان در رمضان سال ۲۰۱۱ سریالی دربارهٔ زندگی صباح پخش کرد که در آن کارول سماحه نقش ستاره نامدار را ایفا کرده بود.
صباح بامداد چهارشنبه، ۲۶ نوامبر ۲۰۱۴ در سن ۸۷ سالگی، در بیروت درگذشت.